# ريتشارد بي. فرانك
ريتشارد بي. فرانك (بالإنجليزية: Richard B. Frank)‏ هو مؤرخ أمريكي، ولد في 1947 في كانساس في الولايات المتحدة.